# Экстремальные машины
Экстрема́льные маши́ны (англ. Extreme Machines) — научно-популярный телевизионный сериал, выходящий в эфире канала Discovery, наглядно и доступно повествующий телезрителям о наиболее широко используемых самых современных и новаторских машинах и механизмах, изменивших уровень развития нашей цивилизации, оказав влияние на жизнь современного человечества. Каждая серия представляет собой увлекательный рассказ о том как и для каких целей создавались те или иные современные технические средства, а также каким образом эта сложная современная техника работает на просторах нашей планеты и околоземном пространстве. В цикле программ представлены некоторые из крупнейших, созданных человеком, машин на земле: экскаваторы, подъёмные краны, железнодорожные поезда, контейнеровозы, нефтяные платформы, бронетехника, космические корабли, самолёты и подводные лодки…